# Маковское (озеро)
Маковское — пресноводное озеро в Туруханском районе Красноярского края, расположено к востоку от Западно-Сибирской равнины. На юго-востоке вытекает река Маковская, приток Турухана, принадлежит бассейну Енисея.

## Общие сведения
Площадь 163 км². Площадь водосборного бассейна — 256 км². Высота над уровнем моря — 62 м. Протяжённость озера 20 км, наибольшая ширина − 15 км.

## Описание
Озеро имеет угловатые очертания. Берега изрезаны слабо. Крупный остров расположен в центре озера. Питание снеговое и дождевое.
Наибольшие глубины озера — на западе (до 100 м), на востоке — относительное мелководье.
Возникло в результате ледниковых или термокарстовых процессов. В озере обитает много промысловых видов рыб: налим, кумжа, сиг, речной окунь, пелядь, муксун, чир, озёрный голец и другие.